# Приказ (орган управления)

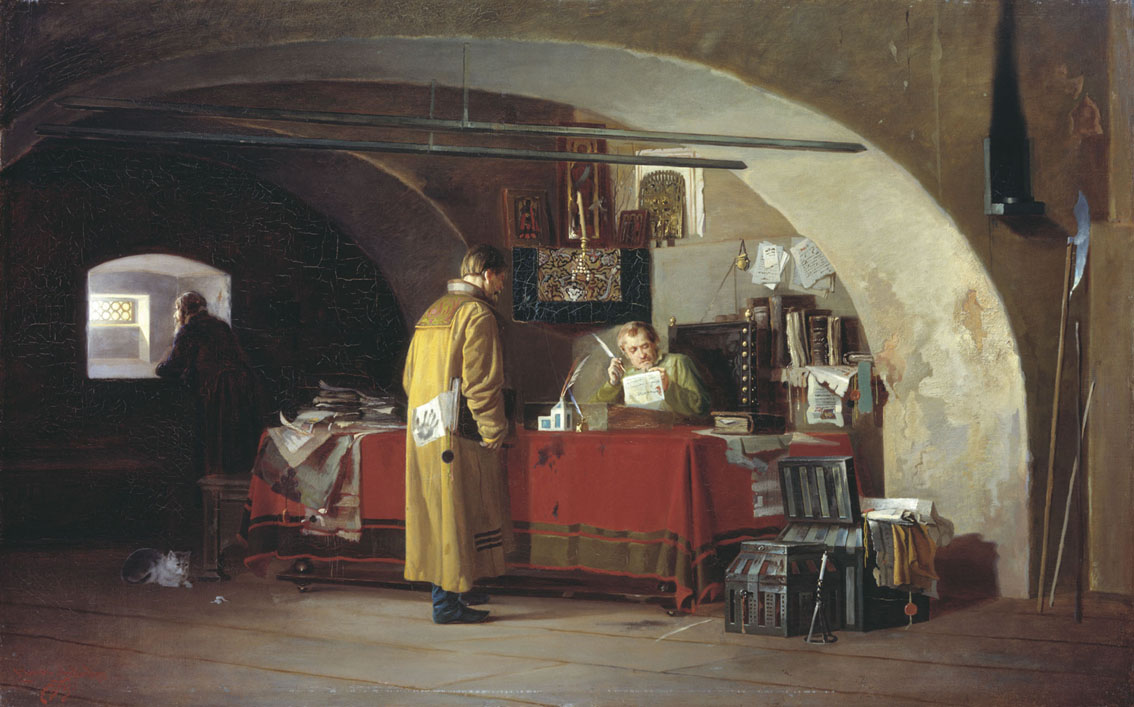
Приказ в Москве. Александр Янов

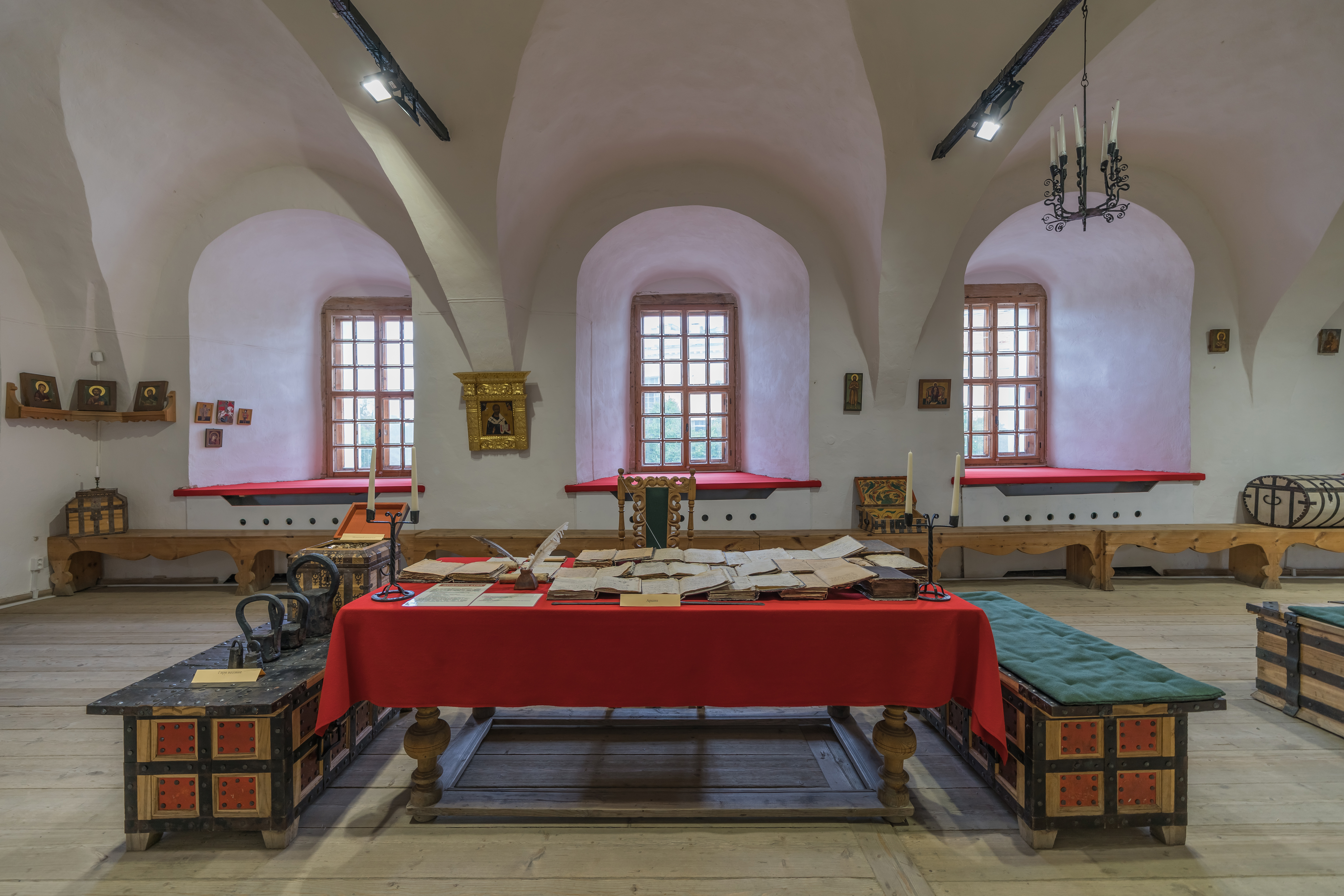
Реконструкция стола делопроизводства в Приказной палате в Пскове

Прика́зы — органы государственного управления в Русском царстве, заведовавшие особым родом государственных дел или отдельными областями государства. Приказы назывались иначе палатами, избами, дворами, дворцами, третями или четвертями.

## Этимология
Приказы как государственные учреждения, предположительно, возникли непроизвольно: какому-нибудь лицу или нескольким лицам поручается ведение некоторых дел, «приказывается» ведать этими делами — и возникает приказ, который иногда даже называется именем человека, кому приказано, например «Приказ (четь) дьяка Варфоломея».
Название избы и приказа употреблялось сначала смешанно, но затем за известными органами управления утвердилось название приказов, за другими — изб.
Название палата было более почётным, чем изба.
Дворами и дворцами назывались органы управления, заведовавшие преимущественно хозяйственной частью; иногда, впрочем, этим именем назывались и те органы управления, которые ведали отдельными областями государства.
Названия палата, двор, дворец заимствованы от помещений.
Происхождение названий трети и четверти стоит в связи с делением государства при Иоанне III на три части, при Иоанне IV — на четыре. Впоследствии название четверти стало присваиваться и другим приказам.

## Появление и краткая история
Слово приказ в смысле учреждения в первый раз встречается в 1512 году в грамоте великого князя Василия Иоанновича Владимирскому Успенскому монастырю.

### Приказы при Иване III
Ко времени Ивана III Неволин относит появление приказов разрядного, холопьего, житного, Большого двора, казённого, постельного, конюшенного, а также приказов для управления отдельных княжеств и земель, объединённых Иваном III, и, наконец, приказов, которые позже носили название четвертей. Причём, наименование Большой приказ, возможно, принадлежало приказам, заведовавшим делами собственно Московского Великого княжества, то есть земель, наследованных Иваном III от своего отца, в противоположность приказам, которые, заведуя делами только отдельных княжеств, носили название от этих княжеств.

### Василий III
При Василии Ивановиче (1505—1533) число придворных чинов увеличилось тремя: ловчим (1509), оружничим (1511) и кравчим (1514), причём, вероятно, при каждом из них был учреждён особый приказ.
С завоеванием Смоленска появляется Смоленский разрядный приказ.
В 1516 году был учреждён Ямской приказ.

### Иван IV
Судебник 1550 года устанавливает систему приказного управления, основной каркас которой сохраняется до конца XVII в. Учреждаются более 80 приказов, обеспечивающих основные государственные нужды, основные из них:
- Челобитный;
- Посольский;
- Поместный;
- Стрелецкий;
- Пушкарский;
- Бронный;
- Разбойный;
- Печатный;
- Сокольничий;
- Земские приказы;

а также четверти:
- Галицкая;
- Устюжская;
- Новая;
- Казанский приказ.

### Фёдор Иоаннович
С учреждением в 1589 году патриаршества появились, вероятно, и патриаршие приказы: патриарший разряд и патриарший казённый приказ.

### Борис Годунов
При Борисе Годунове был вновь учреждён один только приказ каменных дел.

### Смутное время
После смерти Бориса Годунова до избрания на престол Михаила Фёдоровича Романова новых приказов не было учреждено, ввиду общей разрухи некоторые прекратили свою деятельность. Так, с потерей для России Смоленска был уничтожен Смоленский разрядный приказ, не встречаются также Дмитровский и Рязанский судные приказы.

### Михаил Федорович
При Михаиле Фёдоровиче учреждено было несколько временных приказов, которые по достижении своей задачи прекращали свою работу. Из постоянных приказов в это царствование были основаны Дворцовый, Судный и Аптекарский приказ. Выделился из Казанского приказа Сибирский приказ.

### Алексей Михайлович
При Алексее Михайловиче было создано много новых приказов. Некоторые из них вызывались военными обстоятельствами и исчезали в мирное время: так, исчезли ещё при Алексее Михайловиче приказы столовых и счётных дел, полоняничный, денежной раздачи, литовский, лифляндских дел. Кроме них, при нём были основаны приказ тайных дел, хлебный приказ, панихидный, рейтарский, счётных дел, строения богаделен, монастырский, смоленский, малороссийский.

### Фёдор Алексеевич
При Фёдоре Алексеевиче заметно стремление к сокращению количества приказов и к более правильному распределению обязанностей между ними.
В 1677 году челобитный приказ был соединён с владимирским судным, монастырский — с приказом Большого дворца.
В 1680 году были соединены вместе приказы новгородский, владимирский, новой чети, галицкой чети и Большого прихода, при чём многие предметы их ведомства были отданы приказу Большой казны. В том же году было сделано новое распределение ведомства ратных людей между приказами.
В 1681 году дела холопьего приказа были переданы в судный. Вскоре после воцарения Фёдора Алексеевича был закрыт Приказ тайных дел, а в 1680 г. — Приказ строения богаделен.

### Регентство царевны Софьи
В правление Софьи Алексеевны (1682—1689) был закрыт Панихидный приказ и вновь учреждён Великороссийский приказ.

### После правления царевны Софьи до учреждения коллегий
Первоначально у Петра не было, по-видимому, определённого плана преобразования административных порядков; приказная система продолжает существовать, подвергаясь только частичным видоизменениям, в большинстве случаев не касавшимся сущности приказного строя: некоторые приказы соединяются в одно целое, круг ведомства других расширяется, они получают новые названия, оставаясь, в сущности, старыми учреждениями, создаются новые приказы. Рядом с приказами учреждаются канцелярии, по типу сходные с приказами и отличающиеся от них только названием и, может быть, меньшим объёмом: ингерманландская, мундирная, банная и т. п. Впоследствии название канцелярия стало употребляться вместо приказа. Решительное преобразование приказного управления началось только с учреждением коллегий. В 1721 году в Духовном Регламенте были изложены главнейшие основания реформы. В приказах управление и решение дел было единоличным; в коллегиях дела решаются несколькими лицами. Этим гарантировались: 1) большая успешность в раскрытии истины; 2) большее уважение к приговору со стороны общества; 3) большая быстрота в решении дел; 4) меньшая возможность злоупотреблений со стороны судей и 5) большая свобода при решении дел.

### Поздняя история приказов
Коллегии заменили приказы, но последние не исчезли совсем. Некоторые из них — под собственным именем (Малороссийский, Сибирский приказы), другие — под именем канцелярий (Ямская канцелярия) продолжали существовать и пережили даже Петра I. Приказная система только постепенно уступила место новому порядку вещей. К ней иногда возвращались и после Петра I. В 1730 году был восстановлен, например, Сибирский приказ, просуществовавший до 1755 года, вновь учреждены Судный и Сыскной приказы. Окончательно следы старого приказного московского строя исчезли только с изданием в 1775 году при Екатерине II Учреждения о губерниях. Название приказ удержано и здесь для некоторых учреждений (например Приказ общественного призрения), но характер этих учреждений и их положение в общем строе государства были совсем иные.

## Расположение приказов
Приказы располагались в Кремле. Большая часть приказов размещалась в длинном здании приказов, располагавшемся по бровке Кремлёвского холма от Архангельского собора почти до Спасских ворот. Здания были разобраны в период с 1767 года по 1770 год.

## Состав приказов, их ведомство и устройство
Каждый приказ состоял из двух частей: одни занимались решением дел, другие — письменной частью. Первые назывались судьями, вторые — дьяками и подьячими.
Судей в приказах было по одному, а в более важных — по два и более. Один из судей был главным. Главным судьёй обычно назначался кто-нибудь из членов боярской думы, иногда же — стольник или дворянин. Остальные судьи большей частью были думные или простые дьяки. Исключением из общего правила являлся приказ тайных дел, который состоял только из дьяков и подьячих. Это объясняется особым характером этого приказа, являвшегося как бы собственной канцелярией царя.
Судьи, дьяки и подьячие в приказы назначались и увольнялись верховной властью. Для приведения в исполнение разных распоряжений и приказаний в посольском приказе существовали толмачи, во дворце — трубники, в других приказах — дети боярские, недельщики, денщики, пушкари. Их обязанностью было призывать тяжущихся в суд и отдавать обвиняемых на поруки, содержать их до суда под своим наблюдением, производить взыскания с должников, приводить в исполнение наказания, доставлять переписку приказов по принадлежности.
Ведомства приказов не были строго разграничены; иногда в приказе сосредоточивалось столько разнородных дел, что он почти не соответствовал своему названию. Судебная часть не была отделена в приказах от административной; можно принять почти за правило, что приказ являлся судебным местом для тех лиц, которых он по роду дел имел в своём управлении. Приказы действовали именем государя и были высшими правительственными и судебными местами; жалобы на их решения приносились государю и рассматривались в царской думе.
Судьи, дьяки и подьячие собирались в приказы ежедневно, кроме воскресных и праздничных дней, и должны были заниматься определённое число часов. В случаях, не терпящих отлагательства, они должны были собираться и по воскресеньям. Профессор В. И. Сергеевич полагал, что дела в приказах решались, по всей вероятности, единогласно; Неволин и профессор М. Ф. Владимирский-Буданов считали иначе. «Хотя по закону, — говорит первый, — в тех приказах, где было несколько судей, дела надлежало решать всем судьям вместе, но на самом деле первенствующий судья имел такую силу, что он делал что хотел» («Соч.», VI, 141). «Даже в случае множественности членов, — замечал Владимирский-Буданов, — присутствие не составляло коллегии и дела решались не по большинству голосов». Это мнение опирается на указ Петра I от 22 декабря 1718 года (Полн. Собр. Зак., 3261), который по поводу учреждения коллегий говорит, что в них дела не будут решаться так, как в старых приказах, где что боярин приказывал, то товарищи его исполняли. В руках подьячих, по словам Владимирского-Буданова, «находилось фактически все управление государством; они крайне злоупотребляли своим положением по причине отсутствия высшего и среднего образования и недостаточности определения в законе условий государственной службы».

### Делопроизводство
Канцелярии некоторых приказов делились на повытья и столы, ведавшие определённый род дел или определённую ветвь управления. Дела в приказах производились на столбцах из простой бумаги. До издания «Уложения» не видно, чтобы дела по мере поступления заносились в какой-нибудь реестр. Докладывались они целиком или же особой запиской с присоединением нужных справок и узаконений. Решения судей писались на подлинных бумагах, или на записках, или заносились в особые книги. «Уложение» предписывало в каждом приказе иметь за подписью дьяка особую книгу, куда подьячие должны были записывать судные дела и судные казённые пошлины немедленно по окончании суда. В 1680 году было постановлено, чтобы в указах и вообще в делах приказа обозначался по имени один только главный судья. Скрепляли и помечали дела дьяки и подьячие; бояре и вообще судьи приказа нигде своих рук не прикладывали; только одни послы подписывали договорные записи при международных сношениях.
Сношения приказов между собой происходили путём памятей. Исключение составлял один Разряд: до 1677 года в приказ, где заседали думные люди, Разряд писал памятями, а в другие приказы — указами. В 1677 году было повелено, чтобы во все без исключения приказы Разряд писал только указами. Памяти и указы писались на имя судей, а впоследствии — на имя главного судьи с товарищами; имя самого приказа обозначалось только на конверте.
Указы, которые посылались из приказов в города к боярам, воеводам и приказным людям о разных делах, по словам Котошихина, писались по такой форме: «от царя и великого князя Алексея Михайловича, всеа Великия и Малыя и Белыя Росии самодержца, боярину нашему такому-то». Таким же образом писали и к средним воеводам: сначала обозначали чин, если то лицо, к которому писали, было князь, стольник или стряпчий, затем имя; обращаясь к простому дворянину, писали только имя его, отчество и прозвание. Если боярин, воевода, приказные люди, послы, посланники, гонцы и др. писали отписки по разным делам, которые они ведали, к царю в приказ, то для этого существовала такая форма: «государю царю и великому князю», затем следовал титул, а после титула: «холоп твой Янка Черкаской (Ивашко Воротынской) с товарыщи (если они были) челом бьют (челом бьёт)». В отписках лица эти своего титула и чина не означали. Отписки адресовались не в приказ, а таким-то лицам (судьям) или такому-то лицу (главному судье) с товарищами, в таком-то приказе.
Та же форма соблюдалась и в челобитьях в приказы. Простой человек писался в челобитье также полуименем, как и князь; посадские люди и крестьяне писались не холопами, а «рабами и сиротами». Точно так же писали себя полуименем и «рабами и сиротами» жены и дочери разных чинов, хотя отцов своих и мужей называли в челобитных полными именами, означая их прозвище и чин (Котошихин, гл. VIII, п. 5).
Взаимодействие приказов с городами до учреждения в 1666 году почты производилось посредством нарочных. В 1649 году, во избежание посылки нескольких гонцов по одному и тому же направлению, как это нередко бывало, было постановлено, чтобы приказы сносились друг с другом, прежде чем послать куда-нибудь гонца. Ответ на бумаги, присланные от воевод и не требовавшие скорого решения, посылался не с нарочным гонцом, а при случае. Точно так же и воеводы с приказными людьми не должны были отправлять неважные бумаги в Москву с нарочными гонцами, но ожидать гонцов из Москвы и через них уже передавать бумаги. Дела в приказах иногда, по особому распоряжению государя, подвергались ревизиям, но это происходило редко и только в особых случаях.

## Судопроизводство в приказах
Отдельные приказы ведали судом тех лиц, которые были им подчинены. Если ответчик находил, что судья ему недруг или было у него с ним какое-нибудь дело, то он обращался к царю с челобитьем и последний назначал его дело к разбору в другом приказе. Ответчик должен был сделать это до суда; в противном случае его челобитье оставалось без результата и суд признавался правильным. Иск в приказ вчинялся посредством подачи истцом судьям приставной памяти, названной так потому, что она вела за собой посылку пристава для вызова ответчика в суд. Дьяки закрепляли эту память, записывали её в книги и затем посылали приставов к ответчику, чтобы он, его жена, сын или же поверенный («человек, которой ходит за делами», как выражается Котошихин) стали к ответу в приказе. Когда находили ответчика или его поверенного, то на нём и на истце брали поручные записи, что они явятся в срок к разбору дела. Срок этот назначался судьями или же истцом и ответчиком по взаимному соглашению. Если бы назначенный срок оказался для них почему-нибудь неудобным, то по их челобитью он мог быть отодвинут далее. Пока истец не представлял поручителей по долговому делу, оно не разбиралось; если же их не представлял ответчик, то его отдавали под надзор приставам или держали скованным в приказе впредь до представления им поручителей или же до окончания судного дела. Если бы в срок, назначенный для разбора дела, истец не явился, то ему отказывали в иске; если же не являлся ответчик, то он считался виновным без суда и дело решалось в пользу истца. Иногда с истца и ответчика брались поручные записи, чтобы они до окончания дела не уезжали из Москвы. В случае нарушения этой записи со стороны истца, он лишался иска, а царские судные пошлины брались на его поручителях; в случае отъезда из Москвы ответчика иск и пошлины без суда доправлялись с его поручителей, хотя бы ответчик и не был виновен. Когда наступал срок, назначенный для разбора дела, истец с ответчиком являлись в суд. Истец подавал судье челобитную; судья, прочитав её, спрашивал ответчика, готов ли он отвечать? Если он был не готов, то ему для этого давался известный срок, но челобитной истца в этом случае ему не читали и не давали её на руки. Если же истец заявлял, что он готов отвечать на челобитную истца, то последняя читалась ему и он должен был возражать против неё. Возражения он мог делать лично или через поверенных. Во время разбирательства подьячие записывали речи сторон, а по окончании судоговорения прочитывали им написанное, и стороны прикладывали свои руки к судному делу; за неграмотного подписывал тот, кому он верил. После этого истец и ответчик опять отдавались на поруки, а подьячие выписывали коротко, что кто говорил, а также узаконения, на основании которых можно было решить это дело, и судьи решали его; если же дела нельзя было решить в том приказе, где происходило судоговорение, то оно отсылалось к царю и боярам, которые и постановляли решение. Дела велено было решать по Уложению и царским указам, а в случае каких-нибудь затруднений обращаться за разъяснением в думу или к самому царю. Доказательствами в исках являлись крестное целование, свидетельские показания и письменные документы. В делах денежных, заёмных, товарных и др., при которых могли применяться письменные доказательства, кабалы и записи, последние имели решающее значение (Уложение X, 169; XIV ст. 16), и если бы у кого кабалы или записи каким-нибудь образом уничтожились, то хотя бы он представлял, говорит Котошихин, и 20 человек свидетелей, свидетельство последних ставилось ни во что. Давностью для кабал и записей считалось 15 лет. Если иск был признан правильным, деньги взыскивались в пользу истца с ответчика; кроме того с него взыскивались царская пошлина, по 10 денег с рубля, и судебные издержки («проести, волокиты и убытки») в пользу истца. Если ответчик не уплачивал долга, его понуждали к этому путём правежа; затем, в случае несостоятельности ответчика и невозможности со стороны его удовлетворить сумму иска, он «выдавался головой» истцу, то есть отдавался на некоторое время на известных, определённых уложением, условиях в услужение истцу; царские пошлины в этом случае взыскивались с истца. По истечении времени, определённого для погашения долга, истец обязан был привести находившееся в его услужении лицо в тот самый приказ, который выдал ему это лицо «головой», и приказ отпускал его на волю. Никто не мог держать более определённого срока лиц, выданных головой. В делах о бесчестье с виновного взыскивались деньги в том размере, в каком обиженный получал жалованье от царя; за бесчестие жены взыскивалось вдвое, дочери — вчетверо, сына, не состоявшего на службе, — вполовину против отца. В случае несостоятельности виновного били кнутом. Дела в приказах велено было решать без задержки, но это никогда не исполнялось, и приказы были известны медленностью своих решений, вошедшей в поговорку под именем «московской волокиты». Если бы ответчик во время разбора дела заявил иск против своего истца, дело его должно было быть разобрано немедленно, не выходя из суда, хотя бы исков было два и три по разным челобитным. Каждый из этих исков составлял самостоятельное дело, и подьячие не могли соединять их в одно. Такой порядок разбора исков ответчика был установлен для уменьшения волокиты. В делах уголовных, ведавшихся в Разбойном и Земском приказах, приказами производился следственный процесс — розыск.

## Перечень и система деления приказов
Общее число приказов пока с точностью неизвестно и определяется различно. Котошихин в 1660-х годах указывает 42 приказа, профессор Владимирский-Буданов насчитывает их только 39, другие исследователи — 40, 47 и более 60. Разница в счёте происходит, главным образом, от того, что учёные не условились, во-первых, относительно времени, для которого они хотят установить общее число приказов; во-вторых, одни считают за самостоятельные приказы такие, например, как приказ золотого и серебряного дела, царскую и царицыну мастерские палаты и т. п., а другие (Владимирский-Буданов) видят в них только хозяйственно-промышленные заведения; точно так же одни причисляют к общему числу приказы временные, которые скоро, по миновании надобности, и были уничтожены, а другие — не причисляют.
Так как ведомства приказов не были строго разграничены, то в системе деления приказов смешиваются вообще три основания: по роду дел, по классам населения и по территориям. Часто один и тот же род дел ведался множеством приказов (например суд); нередко один приказ заведовал известным городом в одном отношении, другие ведали его в других отношениях; один приказ ведал один разряд населения, другие приказы — другой и т. д. Это представляло массу затруднений; нередко подданные вовсе не знали, какому приказу они подведомственны по тому или другому делу. Несмотря на разнообразие и неопределённость ведомства отдельных приказов, новейшие учёные стараются для удобства обозрения свести приказы к нескольким определённым группам, принимая во внимание главнейшие предметы их ведомства. Ввиду искусственности такого деления каждый учёный обыкновенно создаёт свою собственную систему приказов. Проще деление это у М. Ф. Владимирского-Буданова («Обзор», стр. 177 и сл.), точнее — у Неволина. Последний различает два рода приказов: одни заведовали известным разрядом дел во всем вообще государстве или, по крайней мере, в значительной его части; другие ведали только определённую часть государства, притом или по разным ветвям управления, или лишь по судной части («Соч.» т. VI, стр. 143). В дальнейшем мы придерживаемся списка приказов, составленного Неволиным, как более полного.
Предваряя список приказов, отметим как основное и наиболее важное учреждение, венчавшее собой всю административную систему Московского царства:
- Посольский приказ

### По производству дел, подлежавших непосредственному рассмотрению царя
- Приказ Тайных дел
- Челобитный приказ

### Дворцовые
- Приказ Большого Дворца
- Дворцовый судный приказ (1664—1709). Ведал судебными делами дворцовых людей.
- Хлебный приказ
- Казённый приказ
- Приказ золотого и серебряного дела
- Царская мастерская палата
- Царицына мастерская палата
- Постельный приказ
- Конюшенный приказ
- Ловчий приказ
- Сокольничий приказ
- Дворцовый каменный приказ
- Панихидный приказ

### По управлению военными делами
- Стрелецкий приказ
- Рейтарский приказ
- Казачий приказ
- Приказ сбора ратных и даточных людей
- Иноземский приказ
- Приказ немецких кормов — упоминается в записных книгах 1636—1638 гг.[4](по другим данным в 1632—1640 гг.[5]) О ведомстве его ничего не известно: вероятно, на обязанности его лежало содержание иностранцев, находившихся на русской службе. Некоторые исследователи полагают, что приказ был создан только на время Смоленской войны и ведал сбором хлебных запасов для наёмных войск[6]. В 1626-38 гг. судьёй приказа немецких кормов был Иван Огарев, сын Фомы-Нелюба Васильевича Огарева, самарского воеводы[4]. Собственно сбор немецких кормов проводился и ранее, так в марте 1612 года Григорий Муравьев жалуется в челобитной на имя Якова Делагарди и князя И. Н. Большого Одоевского на крестьян из села Тесова, оказавшихся давать деньги на немецкие корма[7].
- Приказ денежного сбора
- Приказ денежного и хлебного сбора
- Приказ денежной раздачи — неоднократно учреждавшийся приказ при Михаиле Фёдоровиче и Алексее Михайловиче, временно — для раздачи жалованья ратным людям.
- Пушкарский приказ
- Оружейный приказ
- Бронный приказ
- Ствольный приказ — с 1648 по 1666 годы
- Разрядный приказ
- Воинский морской приказ — с 1698 года
- Адмиралтейский приказ
- Приказ Военных дел
- Провиантский приказ

### По управлению государственными имуществами, доходами и расходами
- Поместный приказ
- Приказ Большой казны
- Приказ Большого прихода
- Новая четверть

### Контрольно-ревизионные функции
- Приказ счётный

### По управлению делами государственного благоустройства
- Приказ каменных дел
- Приказ строения богаделен значится в записных книгах с 1670 по 1680 годы. Задачи его были чисто благотворительные.
- Приказ книгопечатного дела
- Городовой приказ
- Приказ Городового дела

### Отраслевые
- Ямской приказ
- Житный приказ
- Аптекарский приказ
- Печатный приказ
- Холопий приказ
- Разбойный приказ
- Сыскной приказ
- Приказ приказных дел — «Приказ, что на сильных бьют челом и приказ приказных дел» (1622-1660-е). Несколько раз выделялся из сыскного приказа и объединялся с ним. Являлся апелляционной инстанцией для судных дел Поместного и Холопьего приказов.
- Полоняничный приказ
- Монастырский приказ
- Иконный приказ
- Приказ Соборного дела

### Территориальные
Четверти
см. также: Земские приказы.
Первоначально четвертями назывались крупные территориальные единицы великого княжества московского, в ведении которых состояли четыре округа: владимирский, новгородский, рязанский и казанский. Позднее, с ростом территории государства, количество учреждений увеличивалось, но сохранялось привычное название — четверть.
- Владимирская четверть
- Новгородская четверть
- Нижегородская четверть
- Устюжская четверть
- Костромская четверть
- Галицкая четверть

см. также:
- четверть дьяка Щелкалова
- четверть дьяка Вахрамеева
- четверть дьяка Петелина

Приказы
- Великороссийский
- Смоленский
- Малороссийский
- Великого княжества Литовского
- Лифляндских дел
- Казанского Дворца
- Сибирский
- Астраханских дел

Сюда можно отнести также судные территориальные приказы:
- Московский
- Владимирский
- Дмитровский
- Рязанский

## История и круг ведомства отдельных приказов

### Панский приказ
Упоминается в 1620 году. Неволин думает, что «происхождение его скрывается в отношениях России к Литве и Польше, развившихся из событий, которые предшествовали вступлению на престол Михаила Феодоровича» («Соч.», VI, 173). Закрыт был, вероятно, после заключения мира с Польшей и Швецией.

### Земские приказыили дворы
— см. соотв. статью.

### Новгородская четверть
Носит это название с 1618 г.; в царствование Иоанна IV существовала под именем новгородского приказа Новгорода-Нижнего. С 1657 г. находилась под ведением Посольского приказа; в ней сидели посольский думный дьяк и дьяк простой. Заведовала городами Великим Новгородом, Псковом, Нижним Новгородом, Архангельском, Вологдой, поморскими и пограничными со Швецией городами. Доходов с этих городов собиралось до 100 тыс. руб. В 1670 г. новгородская четверть переименована в Новгородский приказ, при Петре Великом поступивший под управление Посольского приказа.

### Устюжская четверть
Появилась вместо существовавших в конце XVI в. четвертей дьяка Петелина, а несколько позже — дьяка Вахромеева. В первый раз встречается в 1611 г.; в записных книгах значится непрерывно с 1627 по 1680 гг. В ней сидели боярин и 2—3 дьяка; заведовала она городами Бежецким Верхом, Веневым, Вязьмой, Звенигородом, Клином, Можайском, Пошехоньем, Ржевой Володимеровой, Рузой, Солью Вычегодской, Старицей, Тотьмой, Устюгом Великим, Устюжной Железнопольской и др. Доходов с этих городов собиралось до 20 тыс. руб. В 1680 г. Устюжская четверть была переименована в приказ и подчинена Посольскому приказу.

### Костромская четверть
— см. соотв. статью.

### Галицкая четверть
— см. соотв. статью.

### Владимирская четверть
Существовала с 1629 г., хотя в записных книгах значится с 1642 г. В ведении её находились города Верея, Владимир, Волоколумск, Зарайск, Калуга, Крапивна, Лихвин, Михайлов, Орёл, Переяслав Рязанский, Путивль, Ряжск, Ржева Пустая, Сапожок, Таруса, Тверь, Торжок, Тула и др. В 1681 г. Владимирская четверть была отдана в ведение посольского приказа.

### Смоленский приказ
Или приказ Смоленского Княжества. Смоленский разряд упоминается с 1514 г., но затем он, с потерей Смоленска, был уничтожен. Смоленский приказ возник, должно быть, при Алексее Михайловиче, вместе с возвращением Смоленска под власть России; в делах Посольского приказа он значится с 1657 г. В 1680 г. Смоленский приказ подчинён Посольскому приказу.

### Приказ Великого княжества Литовского
Был учреждён в 1656 г. для заведования завоёванными от Польши городами — Вильной, Полоцком, Могилёвом и др. Так как большинство этих городов по Андрусовскому договору были опять возвращены Польше, то и сам приказ уничтожен уже в 1667 г., хотя по записным книгам дела его значатся ещё в 1669 г. В 1670 г. было повелено дела литовского приказа отослать в приказ новгородский, в ведение которого поступили и все города, невозвращённые Польше и ведавшиеся до тех пор в литовском приказе.

### Приказ лифляндских дел
Значится по записным книгам с 1660 по 1666 гг. и был учреждён, по всей вероятности, для заведования завоёванными в Лифляндии городами. После возвращения Швеции завоёванных городов приказ был уничтожен.

### Малороссийский приказ
Или приказ Малой России. Время учреждения его в точности неизвестно. В делах Посольского приказа он значится с 1649 года; по Вивлиофике, он учреждён при соединении Малороссии с Россией, то есть в 1654 г.; в записных книгах значится с 1663 г. В приказе этом сидел тот же боярин, что и в галицкой четверти, а с ним дьяк. Ведал приказ войско запорожское, города Киев, Чернигов, Нежин, Переяслав, Новобогородицк на Самаре, также дела по приезде из Малороссии духовных и светских людей и переписку с гетманами по пограничным делам польским, турецким и татарским. Доходов в этот приказ никаких не поступало. В конце XVII в. малороссийский приказ был поставлен под управление Посольского приказа. С учреждением коллегий он был подчинён коллегии иностранных дел, а в 1722 г. — Сенату.

### Великороссийский приказ
Входил в качестве отделения в состав Посольского приказа.
Великороссийский приказ, с 1688 управлял казацкими поселениям, не вошедшими в состав левобережной Малороссии и составлявшими особые полки слободские; все полки вместе составляли Слободскую Украину.

### Сибирский приказ
После покорения Сибири заведование ею было поручено Посольскому приказу; затем для этого с 1596 по 1599 гг. существовала особая четверть дьяка Варфоломея Иванова, названная так по имени дьяка, который ею заведовал. С 1599 г. Сибирью управлял казанский дворец, а с 1637 г. в записных книгах значится Сибирский приказ. Им заведовал тот же боярин, что и казанским дворцом; с ним было 2 дьяка. Приказ заведовал Сибирью точно так же, как казанский дворец — казанским и астраханским царством; при посредстве его происходила ссылка в Сибирь на поселение; сюда шли меха, которые поступали от сибирских инородцев в виде ясака; отсюда выдавались грамоты для проезда в Сибирь, а позже — в Китай и вообще в пограничные с Китаем государства. При Сибирском приказе существовала особая Соболиная казна, в которой хранились меха, получаемые из Сибири. Для заведования ею, оценки и продажи мехов существовало особое управление из голов и целовальников. Первый выбирался из гостей, последние — из гостиной и суконной сотен. Сибирский приказ просуществовал всё царствование Петра Великого, но круг ведомства его был значительно ограничен. После смерти Петра Великого он был уничтожен, в 1730 г. восстановлен и окончательно закрыт до 1755 г.

### Московский судный приказ
Названия судный приказ, судная изба, суд встречаются при Иоанне IV, Московский же судный приказ известен в разрядных книгах с 1598 г. В нём сидели боярин, стольник да 1 или 2 дьяка. Ведомству его были подчинены исковые дела жителей Москвы, Московского уезда и, может быть, некоторых других городов, за исключением дел об убийстве, разбое и воровстве с поличным. В 1681 г. он был соединён в один приказ с челобитным, холопьим и владимирским судным, но затем опять стал существовать отдельно, наряду с владимирским судным, а когда последний в 1699 г. был уничтожен, то предметы ведомства его перешли к московскому судному приказу. В 1714 г. приказ этот был переведён из Москвы в Петербург и с тех пор в актах не встречается.

### Владимирский судный приказ
Впервые упоминается в 1582/83 как «Владимирская судная палата». Под его юрисдикцией находились первоначально замосковные города (в т. ч. Владимир; отсюда название приказа) и Новгород, позднее и некоторые другие территории. Владимирский судный приказ считался «старшим» среди судных приказов (за ним в иерархии следовали Московский, Рязанский, Дмитровский судные приказы), являлся апелляционной инстанцией для других судных приказов, служба в нём была наиболее почётной. Состав его был такой же, как и у Московского; с ним же тесно связана и история Владимирского судного приказа в конце XVII в.

### Дмитровский судный приказ
Упоминается с 1595 г.

### Рязанский судный приказ
Известен с 1591 г. О ведомстве этих приказов можно заключить только по аналогии с другими судными приказами. У Котошихина и в указах царя Алексея Михайловича они не упоминаются; вероятно, они уничтожены в первой половине XVII в.

### Прочие приказы
Список этот, к которому можно прибавить ещё приказы сытный, кормовой, хлебный и житный, подчинённые Приказу Большого дворца, приказ денежного двора, состоявший в ведении приказа Большой казны, и недолго существовавший приказ верхней типографии — не может считаться полным списком приказов, когда-либо существовавших в московской Руси. Сюда не входят, например, патриаршие приказы (см. Приказы патриаршие), имевшие, впрочем, особое значение и особый круг ведомства. Соловьёв называет, кроме того, ещё приказ городовой, каменных житниц, купецких дел. Последний был учреждён в конце 1660-х гг. по проекту Ордина-Нащокина для заведования купцами и должен был служить «купецким людям во всех порубежных городах от иных государств обороною, и во всех городах от воеводских налог защитою и управою». Приказ этот значится и в списке подьячих по приказам 1675 г., помещённом в приложении к XIII тому «Истории России» Соловьёва. В этом списке встречаются ещё приказы, не показанные в списке Неволина: приказ сбора стрелецкого хлеба, московской большой таможни, померной избы, отдаточный двор; мытная изба. Вообще число когда-либо существовавших в России приказов с точностью не установлено, и круг ведомства отдельных приказов мало известен.